# Karsten Morschett
Karsten Morschett (* 1971 in Saarlouis, Saarland) ist ein deutscher Schauspieler und Regisseur.

## Leben
Nach seiner Ausbildung und Tätigkeit als Bankkaufmann absolvierte Karsten Morschett von 1998 bis 2001 eine schauspielerische Ausbildung an der Schauspielschule Charlottenburg in Berlin. Ab 2001 spielte er am Stadttheater Gießen und weiteren deutschsprachigen Bühnen. Neben der Theaterarbeit ist er in verschiedenen TV-Rollen zu sehen und arbeitet als Hörspielsprecher und Regisseur. Seit 2009 leitet er das Tourneetheater krimimobil in Berlin. Zudem ist er ausgebildeter Diplom-Biersommelier. 2004 rief er zusammen mit Thomas Vetsch die „Reiseagentur für gestresste Kuscheltiere“ Teddy Tour Berlin ins Leben.

## Theater

### Regie
- 2004: 2 1/2 Könige, Badische Landesbühne Bruchsal
- 2005: Erika Mann – Beteiligt Euch, es geht um Eure Erde, Badische Landesbühne Bruchsal
- 2006: Ox & Esel, Badische Landesbühne Bruchsal
- 2007: Keine Gesellschaft, Lesemarathon – Stadttheater Gießen
- 2007: Der Bonker, Lesemarathon – Stadttheater Gießen
- 2008: Erika Mann – Unterwegs an allen Fronten, Stalburg Theater Frankfurt
- 2009: Mord beim Festbankett, Theater krimimobil Berlin
- 2010: Einmal Heimat oder wo das Glück verborgen liegt, Theater Paderborn
- 2011: Mord in der Südsee, Theater krimimobil Berlin
- 2011: Mörderisches Festbankett, Bühne acht Cottbus
- 2012: Südsee, Bühne acht Cottbus
- 2012: Mord im Kurhotel, Theater krimimobil Berlin
- 2014: Das mörderische Weihnachtsspecial, Theater krimimobil Berlin
- 2016: Mord mit Biss, Theater krimimobil Berlin
- 2017: Frei und Niemand untertan, St. Marien Berlin
- 2020: Preussische Bierrunde: Von Ludwig II zum alten Fritz, Biersommelier.Berlin, Drachenhaus Potsdam
- 2022: Betreutes Trinken mit Biersommelier.Berlin, Theater krimimobil Berlin

### Schauspieler
- 2001: Victor oder die Kinder an der Macht (Titelrolle) – Antonin Artaud – Theater Schalotte Berlin
- 2003: Leviathan (Wilhelm) – Dea Loher – Badische Landesbühne
- 2004: Romeo und Julia (Romeo) – William Shakespeare – Badische Landesbühne
- 2004: Komödie im Dunkeln (Brindsley Miller) – Peter Shaffer – Badische Landesbühne
- 2004: Merlin oder Das wüste Land (Titelrolle) – Tankred Dorst – Badische Landesbühne
- 2005: Außer Kontrolle (George Pigden) – Ray Cooney – Badische Landesbühne
- 2006: Hamlet (Titelrolle) – William Shakespeare – Badische Landesbühne
- 2006: Der Sturm  – William Shakespeare – Stadttheater Gießen
- 2007: Anatevka – Joseph Stein, Jerry Bock, Sheldon Harnick – Stadttheater Gießen
- 2008: Drei Schwestern – Anton Tschechow – Stadttheater Gießen
- 2008: I Hired A Contract Killer (Vertrag mit meinem Killer) – Aki Kaurismäki – Stadttheater Gießen
- 2008: Mutters Courage – George Tabori – Stadttheater Gießen
- 2008: Verbrennungen – Wajdi Mouawad – Stadttheater Gießen
- 2008: Die Grönholm Methode – Jordi Galceran – Theater Paderborn
- 2011: König Drosselbart – Sibylle Tafel – Das Erste
- 2009: Die Räuber – Friedrich Schiller – Theater Paderborn
- 2010: Mord beim Festbankett – Vetsch, Morschett – Theater krimimobil Berlin
- 2011: Mord in der Südsee – Morchner, Morschett – Theater krimimobil Berlin
- 2011: Aktenzeichen XY... ungelöst! – Tom Zenker – ZDF
- 2017: Frei und Niemand untertan – Morchner/Grau – St. Marien Berlin
- 2018: Willkommen – Lutz Hübner – Stadttheater Gießen
- 2020: Preussische Bierrunde – Von Ludwig II zum alten Fritz – Biersommelier.Berlin – Drachenhaus Potsdam
- 2022: Bierkultur trifft Literatur – Morschett – Biersommelier.Berlin, Theater krimimobil Berlin
- 2025: Mord im Kurhotel – Vetsch, Morschett – Theater krimimobil Berlin
- 2025: Die like a Phoenix (Film) - Robert Schmitz - Hot Heels München

## Autor
- Herr Haase und die tödliche Giftspritze – Theaterstück – Drei Masken Verlag
- Mord im Kurhotel – Theaterstück – Theater krimimobil Berlin – Drei Masken Verlag
- Mord beim Festbankett – Theaterstück – Theater krimimobil Berlin – Drei Masken Verlag
- Mord in der Südsee – Theaterstück – Theater krimimobil Berlin – Drei Masken Verlag
- Mord mit Biss – Theaterstück – Theater krimimobil Berlin – Drei Masken Verlag
- Mord beim Weihnachtsfestbankett – Theaterstück – Theater krimimobil Berlin – Drei Masken Verlag